# Hamangia-Kultur

Karte

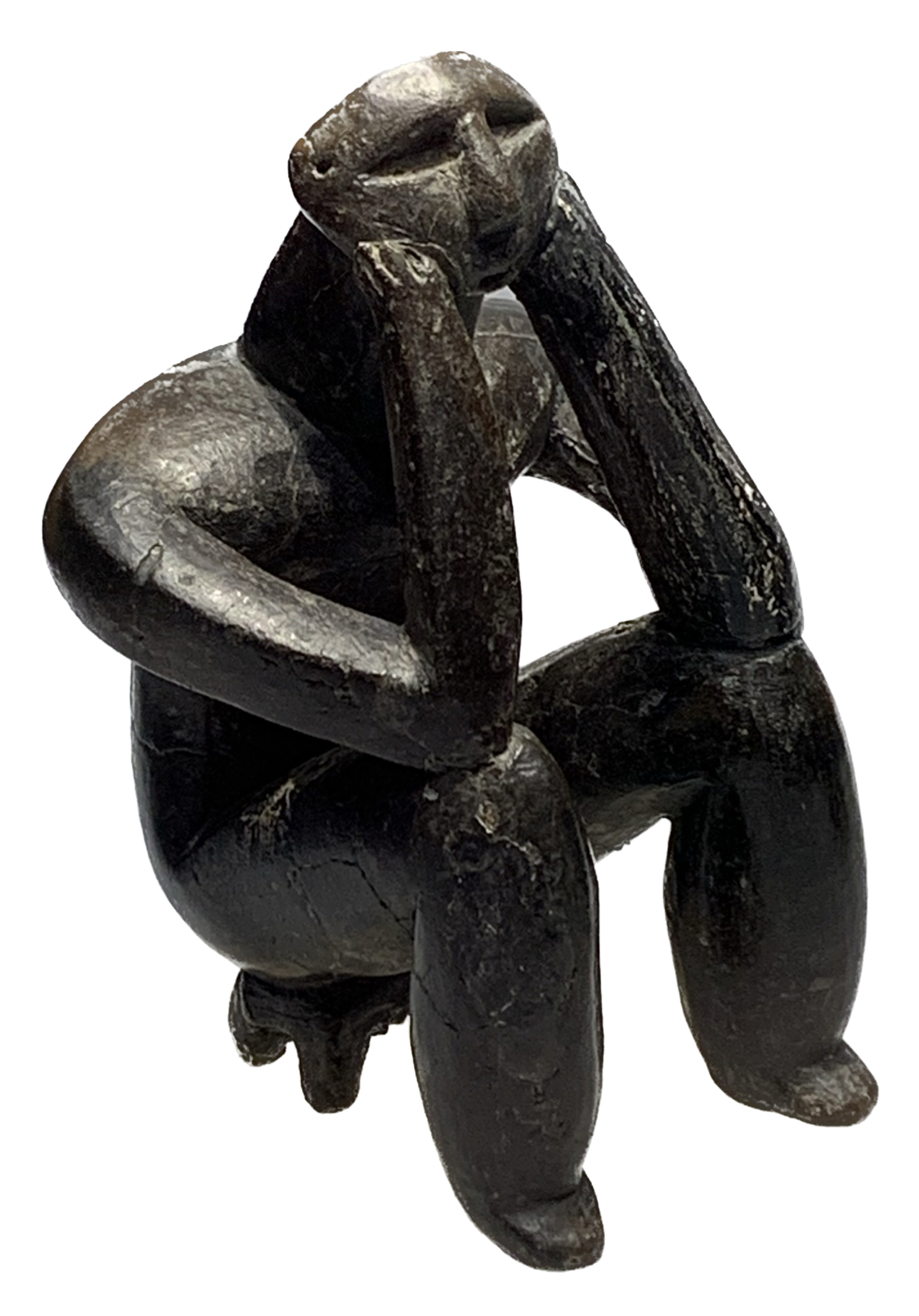
Ganditorul von La Hamangia – der Denker von Cernovoda

Die Hamangia-Kultur war eine Kultur der Steinzeit an der Westküste des Schwarzen Meeres. Wegen ihres Keramikdekors wurde sie zunächst für einen Ableger der mediterranen Cardial- oder Impressokultur gehalten. Es ist jedoch wahrscheinlich, dass sie einheimische Wurzeln hat, wie es frühe Hamangia-Töpferwaren nahelegen, die eine Verwandtschaft mit Starčevo-Körös-Cris-Formen aufweisen und die mikrolithische Feuersteinindustrie, die man aus früherer Zeit in der Gegend kennt. Mit Hilfe der komparativen Chronologie und der Radiokarbondatierung konnte sie ins 6. und 5. Jahrtausend (vor 4700 v. Chr.) datiert werden.

## Fundplätze und Chronologie
Halb eingetiefte Behausungen, wie die von Golovita bei Baia Hamangia, wurden auf Flussterrassen oder an Seeufern gefunden. Die kulturelle Entwicklung wurde unterschiedlich beschrieben. Es existieren Systematiken mit fünf, vier oder drei Hauptphasen, die in etwa der Boian-Kultur (Rumänien) und Karanovo III-IV-V (Bulgarien) zwischen 5500 und 4700 (Rumänien) bzw. 4500 (Bulgarien) entsprechen. Von der rumänischen Forschung wird das Ende der Hamangia-Kultur mit dem Ausgang der Stufe III angenommen. In Bulgarien glaubt die Forschung aufgrund der Funde von Durankulak noch eine IV. Stufe nachweisen zu können. Im Wesentlichen handelt es sich bei der Stufe IV aber bereits um Material der folgenden Varna-Gruppe. Es gibt nur eine Radiokarbondatierung für Hamangia III, die aufgrund der hohen Standardabweichung die Siedlungsphase auf nur grob zwischen 5000 und 4500 v. Chr. (kalibriert) datiert.

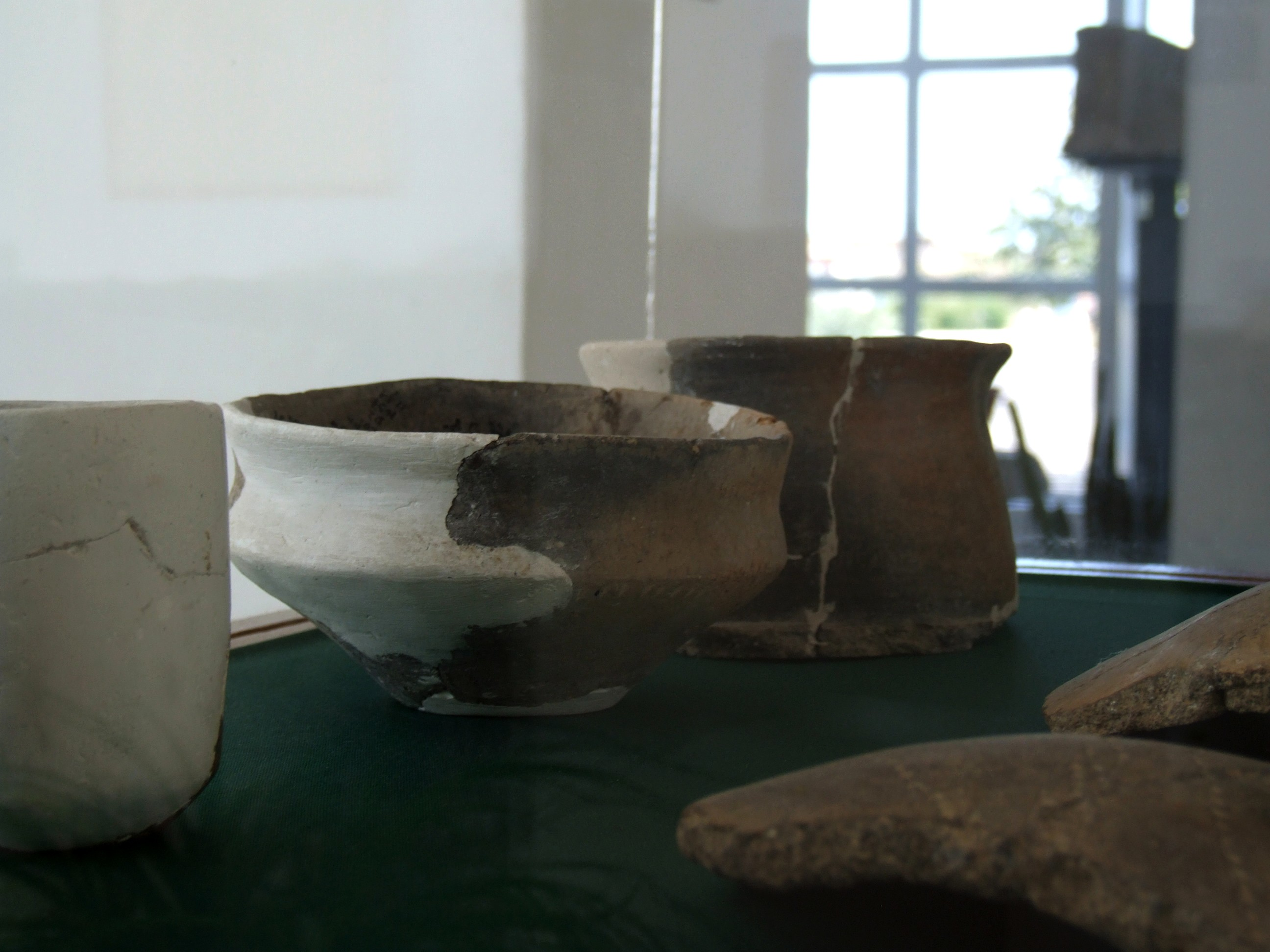
Hamangia Keramik

Das Gräberfeld von Cernavodă in der Nähe der Donau enthielt etwa 600 Körperbestattungen, von denen 400 ausgegraben wurden. Ein oder zwei Gefäße, ein poliertes Steinwerkzeug und ein paar Ton- oder Marmorfiguren fanden sich in Frauen- und Männergräbern, die meisten im oberen Teil des Gräberfeldes, der für jünger gehalten wird. Halbrunde, runde und rautenförmige Kiesel wurden oft im Kopfbereich der Toten gefunden. In vielen Fällen lagen später Beigesetzte über früheren, oder frühere Knochen waren herausgenommen und mit den neuen abermals begraben worden. Westlich und nördlich des Gräberfeldes wurden an mehreren Stellen Ritualbestattungen von Schädeln zusammen mit den Resten eines Festmahles entdeckt. Neben den Gräbern lagen Schädel und Unterkiefer von Hirschen, Schweinen, Rindern und Ziegen. Die getrennte Beisetzung von Schädeln könnte ein Hinweis auf Sekundärbestattung sein.
Die Ausgrabung bei Durankulak durch Henrietta Todorova und Todor Dimov brachte die Entdeckung von eingetieften Grubenbehausungen und 846 Gräbern aus verschiedenen Phasen sowie einer Siedlung aus der folgenden Warna-Kultur. Sie zeigen eine Kontinuität der Fundstelle durch drei Viertel des 5. Jahrtausends.

## Kunst

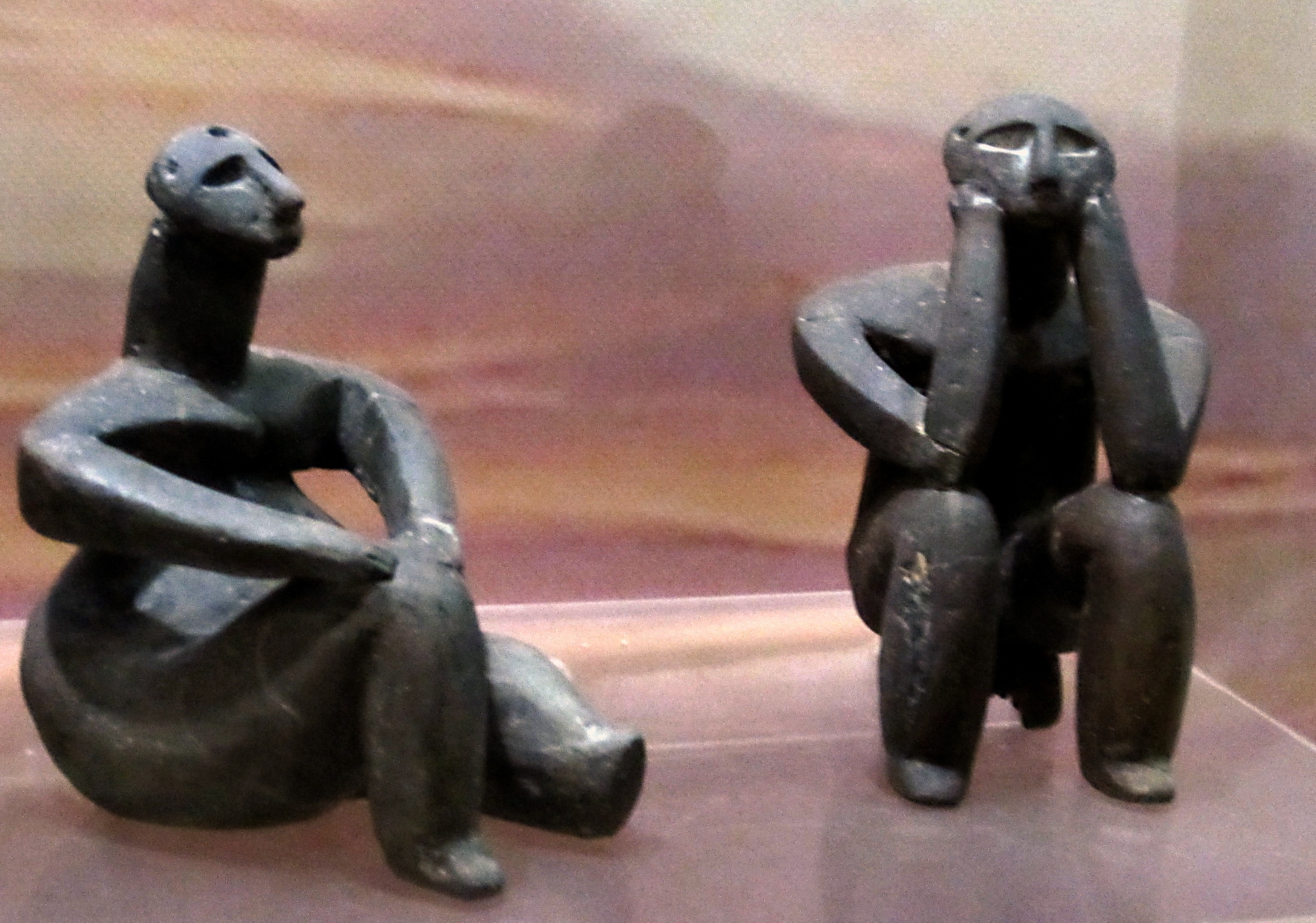
Der sog. Denker und seine Frau, 4. Jahrtausend v. Chr.

Die Hamangia-Kultur entwickelte ihren eigenen Stil, der sich in schwarzpolierter Töpferware, die mit weiß inkrustierten Dreiecken, Mäandern und Zickzacklinien verziert sind, sowie in individualistischen Terrakotta- und Marmorfiguren zeigt. Man hat weibliche Skulpturen auf dem Rücken liegend in Gräbern gefunden. Stehende oder sitzende üppige weibliche Figuren mit säulenförmigem Kopf ohne Gesichtszüge gibt es ebenfalls. In einem Grab in Cernavodǎ wurden ein männliches und ein weibliches Terrakottaidol gefunden, beide sind maskiert, sitzend und nackt dargestellt. Sie sind etwa 12 cm hoch, aus sorgfältig poliertem, graubraunem Ton. Der Mann sitzt auf einem Hocker und stützt sein Kinn in beide Hände, die Frau hat beide Hände auf dem rechten Knie. Der Mann ist eines der berühmtesten Kunstwerke der europäischen Kupfersteinzeit. Man hat ihn nach Auguste Rodins Skulptur „den Denker“ getauft. Außer den in Gräbern vorherrschenden Plastiken fand man in Dörfern auch den Typ der Schwangeren. In der Siedlung Golovita wurde ein oberirdisches Haus ausgegraben. Es war 6 × 5 Meter groß und scheint als Kultstätte gedient zu haben. Vier weibliche Terrakotten vom Typ der Schwangeren, mit den Händen auf dem Bauch, lagen auf dem Fußboden.
Die „Hamangia-Region“, in der sich die Kultur rasant entwickelte, war, von einer Ausnahmephase abgesehen, eine Steppenregion zwischen den neolithischen Zentren der Donau-Region und dem klimatisch begünstigten Thrakien. Später ging sie in der Gumelniţa-Kultur auf. Charakteristisch sind unter anderem Figürchen wie die Terrakotten aus Cernavodă (Rumänien).